# Ron Dyens
Ron Dyens ist ein französischer Filmproduzent von Kurzfilmen. Als Produzent von Flow gewann er 2025 einen Oscar für den Besten Animationsfilm.

## Karriere
Dyens begann seine Filmkarriere als Regisseur von Kurzfilmen und gründete das Produktionsunternehmen Sacrebleu 1999. Für seine erste Regiearbeit La flamme gewann er 2001 einen Ehrenpreis. Über die Jahre hat er über 90 – hauptsächlich animierte – Kurzfilme produziert, von denen viele auf Festivals gezeigt wurden. So Madagaskar – Ein Reisetagebuch von 2009 oder Die Stunde des Bären von 2019. Seine Filme wurden mehrfach bei den César ausgezeichnet. Seit 2019 ist er Mitglied der Academy of Motion Picture Arts and Sciences. Im selben Jahr wurde ihm zudem der Ordre national du Mérite verliehen.
Im Jahr 2024 produzierte er den Animationsfilm Flow zusammen mit Regisseur Gints Zilbalodis und den Produzenten Matīss Kaža und Gregory Zalcman. Für den Film wurden sie vielfach ausgezeichnet, unter anderem bei der Oscarverleihung 2025 für den Besten Animationsfilm.

## Filmografie (Auswahl)
- 2001: La flamme (Regie)
- 2002: Volutes
- 2009: Madagaskar – Ein Reisetagebuch (Madagascar, carnet de voyage)
- 2011: Gurehto Rabitto[6]
- 2011: Free Radicals: A History of Experimental Film (Langfilm)
- 2012: Tram
- 2014: Die Kette
- 2015: Das Sonntagsessen
- 2015: Der lange Weg nach Norden
- 2017: Eden
- 2017: Le jardin de minuit
- 2019: Die Stunde des Bären (L’heure de l’ours)
- 2020: Friend of a Friend
- 2021: My Sunny Maad (Langfilm)
- 2021: Schwimmen in die Freiheit
- 2023: Die Bar von Maurice (Maurice’s Bar)
- 2024: Schmetterling
- 2024: Flow (Straume)

## Auszeichnungen (Auswahl)
- 2001: Jugendpreis des Filmfest Dresden für La flamme
- 2016: Hauptpreis der Tokyo Anime Awards für Der lange Weg nach Norden
- 2016: César in der Kategorie Bester animierter Kurzfilm für Das Sontagsessen
- 2018: César-Nominierung in der Kategorie Bester animierter Kurzfilm für Le jardin de minuit
- 2019: Ritter des Ordre national du Mérite
- 2020: Femme Filmmakers Festival Award in der Kategorie Bester Film für Schwimmen in die Freiheit
- 2021: César in der Kategorie Bester animierter Kurzfilm für Die Stunde des Bären
- 2022: Aspen Shortsfest Award für Schwimmen in die Freiheit
- 2022: Calgary International Film Festival in der Kategorie Bester Dokumentar-Kurzfilm für Schwimmen in die Freiheit
- 2023: César in der Kategorie Bester animierter Kurzfilm für My Sunny Maad
- 2025: César-Nominierung in der Kategorie Bester animierter Kurzfilm für Schmetterling und Bester Animationsfilm für Flow
- 2025: CIC Award in der Kategorie Bester internationaler Film für Flow
- 2025: Gold Derby Award in der Kategorie Bester Animationsfilm für Flow
- 2025: PGA-Award-Nominierung in der Kategorie Bester Produzent eines Animationsfilms für Flow
- 2025: BAFTA-Nominierungen in den Kategorien Bester Kinder- und Familienfilm und Bester Animationsfilm für Flow
- 2025: Annie-Award-Nominierung in der Kategorie Bestes Drehbuch eines Animationsfilms für Flow
- 2025: Oscar in der Kategorie Bester Animationsfilm für Flow